# Épagny (Côte-d'Or)
Épagny è un comune francese di 297 abitanti situato nel dipartimento della Côte-d'Or nella regione della Borgogna-Franca Contea.

## Società

### Evoluzione demografica
Abitanti censiti